# Marc Pelchat
Marc Pelchat (ur. 3 maja 1950 w Lac-Drolet) – kanadyjski duchowny katolicki, biskup pomocniczy Quebecu w latach 2016-2025. 

## Życiorys

### Prezbiterat
Święcenia kapłańskie przyjął 19 czerwca 1976 i został inkardynowany do archidiecezji Quebecu. Przez kilka lat pracował jako wikariusz, a następnie odbył w Rzymie studia doktoranckie z teologii. Po powrocie do kraju został wykładowcą na Uniwersytecie Lavala. W 2015 mianowany wikariuszem generalnym archidiecezji i moderatorem kurii.

### Episkopat
25 października 2016 papież Franciszek mianował go biskupem pomocniczym archidiecezji Quebecu oraz biskupem tytularnym Lambaesis. Sakry udzielił mu 8 grudnia 2016 kardynał Gérald Lacroix. 11 czerwca 2025 papież Leon XIV przyjął jego rezygnację